# Hans Lundberg
Hans Torkel Fredrik Lundberg, född 22 juli 1893, död 1971, var en svensk ingenjör. Han var bror till Erik Lundberg.

## Biografi
Lundberg blev bergsingenjör 1917, ingenjör i AB Bergsbyrån 1918, vid AB Elektrisk Malmletning 1923 och teknisk direktör vid Swedish American prospecting corporation i New York 1924. Från 1929 var av VD och vice president vid Swedish American prospecting corporation och vid Swedish American prospectin co. of Canada. Lundberg uppfann och utvecklade praktiska metoder för elektrisk malmletning.